# 담전파
담전파(譚全播, Tan Quanbo, 834년? ~ 918년?)는 중국 당나라 말기부터 오대십국 시대 전기에 걸쳐 활약했던 군벌로, 백승군 절도사(百勝軍節度使, 본거지는 현 장시성 간저우 시)로서 913년부터 918년까지 건주(虔州, 현 장시성 간저우 시)를 통솔하였다. 그는 25년간 건주를 통치했던 군벌 노광조의 군사(軍師)로 오랫동안 활약하였고, 노광조의 사후에는 과도기의 몇몇 지배자들을 거쳐 사람들에 의해 추대되어 건주를 지배하게 되었다. 918년, 오나라 군대와의 전투에서 패배하였고, 오나라는 건주를 점령하였다. 그는 얼마 안 가서 사망하였다.

## 생애

### 출신 배경
담전파는 남강(南康, 현 장시성 간저우 시의 현급시 난캉 시) 출신으로, 그 출생 연도에 관해서는 알려진 것이 없다. 그는 어린 시절부터 용감하고 지략이 있었으나, 그와 역시 같은 남강 출신인 노광조의 사람됨을 비상하게 여길 정도로 그에게 가장 더 많은 인상을 받았다고 전해진다. 당나라 말엽에 당나라의 남방 일대가 반란의 소용돌이에 휩싸였을 무렵, 담전파는 노광조에게 반란을 일으킬 것을 권유했다. 노광조는 이를 받아들여 마침내 반란을 일으키게 되었다. 그들이 모집한 반란군들은 담전파를 대신 그들의 수령으로 추대하고자 하였으나, 담전파는 수령 자리를 노광조에게 양보하였다. 나아가, 반란군들을 일렬로 세워 놓고 노광조의 명령을 따르지 않는 자들은 참수하겠다고 위협하였다. 결국, 반란군들은 노광조를 그들의 수령으로 추대했다.
885년, 노광조는 건주를 함락시키고 자사(刺史)를 자칭하였다. 그리고 담전파를 그의 군사(軍師)로 삼았다.

### 노광조의 지배 하에서
902년, 노광조는 그의 영토를 확장하기 위해 영남(嶺南) 공략을 개시하였다. 그는 먼저 소주(韶州, 현 광둥 성 사오관 시)를 함락시키고, 그의 아들 노연창으로 하여금 그곳을 점거하게 하였다. 이후 그는 조주(潮州, 현 광둥성 차오저우 시)를 포위 공격하였으나, 청해군 유후(淸海軍留後, 본거지는 현 광둥성 광저우시) 유은에 의해 격퇴되었다. 유은은 승리한 기세를 타고 소주까지 진격했는데, 그의 동생인 유척의 반대에도 불구하고 소주를 포위 공격하기에 이르렀다. 이때 담전파는 산골짜기에 1만 명의 정예군을 매복시켜 놓고 청해군을 기다리고 있다가, 그들에게 약한 척하는 모습을 보이면서 도전하였고, 그들을 유인하여 소주성 남쪽에서 대파하였다. 결국 유은은 퇴각했고, 마침내 노광조가 소주를 보유하는 것을 허락하고 말았다. 이 승리에도 불구하고 담전파는 자신의 공로를 모두 다른 장수들에게 대신 양보하였고, 이로 말미암아 노광조는 그를 더욱더 신뢰하게 되었다.
910년(그 무렵 당나라는 이미 멸망해 있었고, 그 영역은 노광조가 표면상 복종한 후량 및 오나라 두 나라를 포함한 서로 전쟁을 통해 할거한 많은 정권들로 분열되어 있었다.) 말에 노광조가 병이 들어 위독해지자, 그는 담전파에게 그의 지위를 물려주고자 하였으나, 담전파는 이를 사양하였다. 그 후 노광조는 병사하였고, 이 소식을 듣고 소주에서 달려온 노연창이 장례를 치르기 위해 건주에 도착하자, 담전파는 노연창이 노광조의 가독을 상속하는 것을 지지하였다. 그 후, 오왕 양융연과 후량 태조 주전충 양측은 그 상속을 승인하였다. 담전파는 노연창 휘하에서도 사관을 계속하였다.

### 노연창・여구・이언도의 지배 하에서
911년, 노연창은 사냥과 놀이에 빠져 나날을 보내면서, 장병들에게서 소원해졌다. 결국, 그는 그의 장수 백승군 지휘사(百勝軍指揮使) 여구에게 암살당하기에 이르렀다. 건주를 점거하고 자립한 여구는 담전파 역시 살해하려고 하였다. 이에 담전파는 자신은 연로하여 병이 들었다는 핑계를 대고 은퇴를 요청함으로써 겨우 죽음을 면하였다. 그 직후, 여구는 얼마 안 가서 사망하였고, 그 지위는 아장(牙將) 이언도에 의해 상속되었다. 담전파 역시 이언도를 두려워하여 그의 병이 악화되었다는 핑계를 대고 외부에 일절 나서지 않았다. 이 무렵, 역시 표면상 후량 조정에 복종하던 유은의 동생이자 그의 후계자인 유암은 담전파가 병들었다는 소식을 듣고, 군대를 발동하여 소주를 공격하였다. 소주자사 요상(廖爽)은 초나라로 달아났고, 이로써 건주 지배자에 의한 소주의 지배는 종막을 고하게 되었다.

### 건주의 지배자로서
이언도가 912년 말에 사망하자, 건주 사람들은 담전파를 지주사(知州事, 주의 업무를 알아서 처리하는 직책)로 추대하여 그의 뒤를 잇게 하였다. 담전파는 사신을 파견하여 후량 조정 측에 귀순할 의사를 밝혔고, 후량 태조 주전충은 그를 백승군방어사(노광조 역시 이 직책을 맡았었다) 겸 건주・소주 2주절도개통사(節度開通使, 그러나 소주의 지배권은 이 무렵에 들어서 이미 상실되어 있었다), 즉 백승군절도사에 임명하였다. 이후, 담전파는 수년간에 걸쳐 현지에서 선정을 베풀었다고 전해진다.
918년, 오나라는 우도압아(右都押牙) 왕기(王祺)를 건주행영도지휘사(虔州行營都指揮使)로 삼아 홍주(洪州, 현 장시성 난창시)・무주(撫州, 현 장시성 푸저우시 린촨 구)・원주(袁州, 현 장시 성 이춘 시 위안저우 구)・길주(吉州, 현 장시성 지안 시 지저우 구)의 4주의 군대를 집결시켜 건주를 향해 대거 공격해 왔다. 오나라의 모사 엄가구는 거액의 비용을 들여 수리 기술자들을 고용하여 감석(贛石, 현 장시성 지안 시에 있는 여울)에 수로를 개통하였다. 이곳은 감강에서 가장 지세가 험한 구간이었는데, 이 구간에 수로가 개통되면서 오군의 선박들이 통과할 수 있게 되었다. 이 공격은 건주 수비군들을 경악케 하였는데, 오군이 수로를 통해 건주성에 도착하자, 건주 수비군은 겨우 불현듯 이를 발견할 수가 있었다. 그러나 건주는 지세가 험하고 수비하기에 견고한 자연 방어 시설을 갖추고 있어서 오군은 일거에 이를 함락시킬 수가 없었다. 후에 오군의 군중 내에서는 전염병이 발생하여 왕기를 포함한 많은 장병들이 병사하기에 이르렀다. 이에 오나라에서는 진남군 절도사(鎭南軍節度使, 본거지는 홍주) 유신(劉信)을 건주행영초토사(虔州行營招討使)로 삼아 왕기를 대신하게 하였다.
이와 동시에 담전파는 후량 조정에 속해 있는 제후국인 오월, 민, 초의 3국에 구원병을 요청하였다. 이에 화답하여, 오월왕 전류는 그의 아들인 통군사(統軍使) 전전구(錢傳球)를 서남면행영초토응원사(西南面行營應援使)로 삼아 2만 명을 이끌고 신주(현 장시성 상라오 시 신저우 구)의 오군을 공격하게 하였다. 초왕 마은은 그의 장수 장가구(張可求)를 파견하여 1만 명의 병력을 가지고 고정(古亭, 현 장시성 간저우 시 충이 현 서남쪽)에 진주시켰고, 민왕 왕심지 역시 군대를 파견하여 우도(雩都, 현 장시성 간저우 시 위두 현)에 진주시켜, 모두 담전파에 가세하기 위해 구원에 나섰다. 그러나 오월군은 신주자사 주본에 의해 격퇴당하였고, 이후 유신은 그의 장수 장선(張宣) 등을 파견하여 야간에 3천 명의 일부 군 병력을 가지고 장가구를 고정에서 습격하여 이를 격퇴하였다. 또, 유신은 양전(梁詮) 등을 파견하여 군대를 이끌고 오월과 민군을 공격하게 하였다. 오월군과 민군은 초군이 격퇴당했다는 소식을 듣자, 담전파를 외부의 지원 없이 남겨둔 채 각자 철수해 버리고 말았다.
유신은 밤낮으로 맹렬히 건주를 공격하여 현지 수비군 수천 명을 죽였으나, 여전히 건주를 함락시키지 못하였다. 그 해(918년) 9월에 그는 담전파에게 사람을 보내 유세하게 하였고, 담전파는 이에 굴복하여 인질을 내보내고 뇌물을 보냈다. 유신은 담전파에게서 뇌물을 받은 후에 군대를 철수시켰다. 그가 오나라 섭정 서온에게 이를 보고하기 위해 사자를 파견하자, 서온은 격노하여 유신의 사자를 채찍으로 쳤다. 서온은 자신의 친위군을 통솔하던 유신의 아들 유영언(劉英彦)에게 3천 명의 병력을 주면서 그에게 다음과 같이 말하였다.
“너의 아버지는 여기서 상류 쪽에 있었다. 그는 적군보다 10배나 넘는 대군을 가지고 있으면서도 성 하나조차 함락시키지 못했다. 분명히 말해 두겠는데, 그는 반역을 꾀하려 들고 있다. 너는 이 군대를 가지고 가서 너의 아버지와 함께 모반할 수 있다!”

유영언이 유신군의 군중에 도착하여 서온이 한 말을 전하자, 이를 듣고 크게 두려워한 유신은 건주로 회군하여 그곳을 재차 공격해 왔다. 그 선봉대가 벌써 도착하자, 건주 수비군은 모두 괴멸되었고 성은 함락되었다. 담전파는 우도로 달아났으나, 그곳에서 추격해 온 오군에게 사로잡혀 포로가 되었다. 그들은 담전파를 데리고 오나라의 수도 강도(江都, 현 장쑤성 양저우 시)로 돌아갔다. 양융연은 담전파를 우위위장군(右威衛將軍) 겸 백승군 절도사(다만 이 관직은 실제 관직이 아닌 명예직이었다)의 관직을 하사하였다. 얼마 안 가서, 그는 강도에서 84세의 나이로 병사하였다.

## 참고 자료
- 《십국춘추(十國春秋)》, 제8권 - 오(吳) 제8권 열전(列傳)
- 《신오대사》제41권 - 잡전(雜傳) 제29권
- 《자치통감》제256권・제263권・제267권・제268권・제270권

| 전임 건주방어사 이언도 | 건주의 통치자 913년 ~ 918년 | 후임 (오나라의 영토로 편입) |

| 전임 신설(건주방어사에서 승격) | 백승군절도사 913년 ~ 918년 | 후임 왕관 |